# きみがくれた未来
『きみがくれた未来』（きみがくれたみらい、Charlie St. Cloud）は、2010年のファンタジードラマ映画。監督はバー・スティアーズ、出演はザック・エフロンとチャーリー・ターハンなど。兄弟愛を描いたメロドラマ作品となっている。キャッチコピーは「きみがいなくなった世界で、僕は未来に旅立てるのだろうか」。原作はベン・シャーウッドによる同名小説で、尾之上浩司の邦訳が角川文庫より2010年11月25日に発売された。

## ストーリー
ヨットの才能に恵まれた高校生チャーリーは、スポーツ奨学金で大学進学を控えていた。しかし卒業式の夜、運転中に巻き込まれた事故で助手席に乗せていた弟サムを亡くしてしまう。自分を責め、進学も夢も諦めたチャーリー。そして、5年後のある日、高校の同級生でヨットのライバルだったテスと再会、人生を見つめ直し揺れ動くチャーリーにやがて奇跡が訪れる。

## キャスト
| 役名                         | 俳優                   | 日本語吹替 |
| ---------------------------- | ---------------------- | ---------- |
| チャーリー・セント・クラウド | ザック・エフロン       | 森田成一   |
| サム・セント・クラウド       | チャーリー・ターハン   | 柴井伶太   |
| テス・キャロル               | アマンダ・クルー       | 平田絵里子 |
| アリステア・ウーリー         | オーガスタス・プリュー | 林勇       |
| ティンク・ウェザビー         | ドナル・ローグ         | 丸山壮史   |
| クレア・セント・クラウド     | キム・ベイシンガー     | 岡のりこ   |
| フロリオ・フェランテ         | レイ・リオッタ         | 田中秀幸   |